# Dioscorea acuminata
Dioscorea acuminata är en enhjärtbladig växtart som beskrevs av John Gilbert Baker. Dioscorea acuminata ingår i släktet Dioscorea och familjen Dioscoreaceae. Inga underarter finns listade i Catalogue of Life.